# 김진규 (신학자)
김진규(金振圭, 1960년 7월 7일~)는 대한민국의 신학자이며 백석대학교의 구약교수이다. 현재 한국구약학회 부회장이다. 외국의 권위의 있는 사전에 기고도 하였으며 구약성경해석의 전문가로 평가받고 있다.

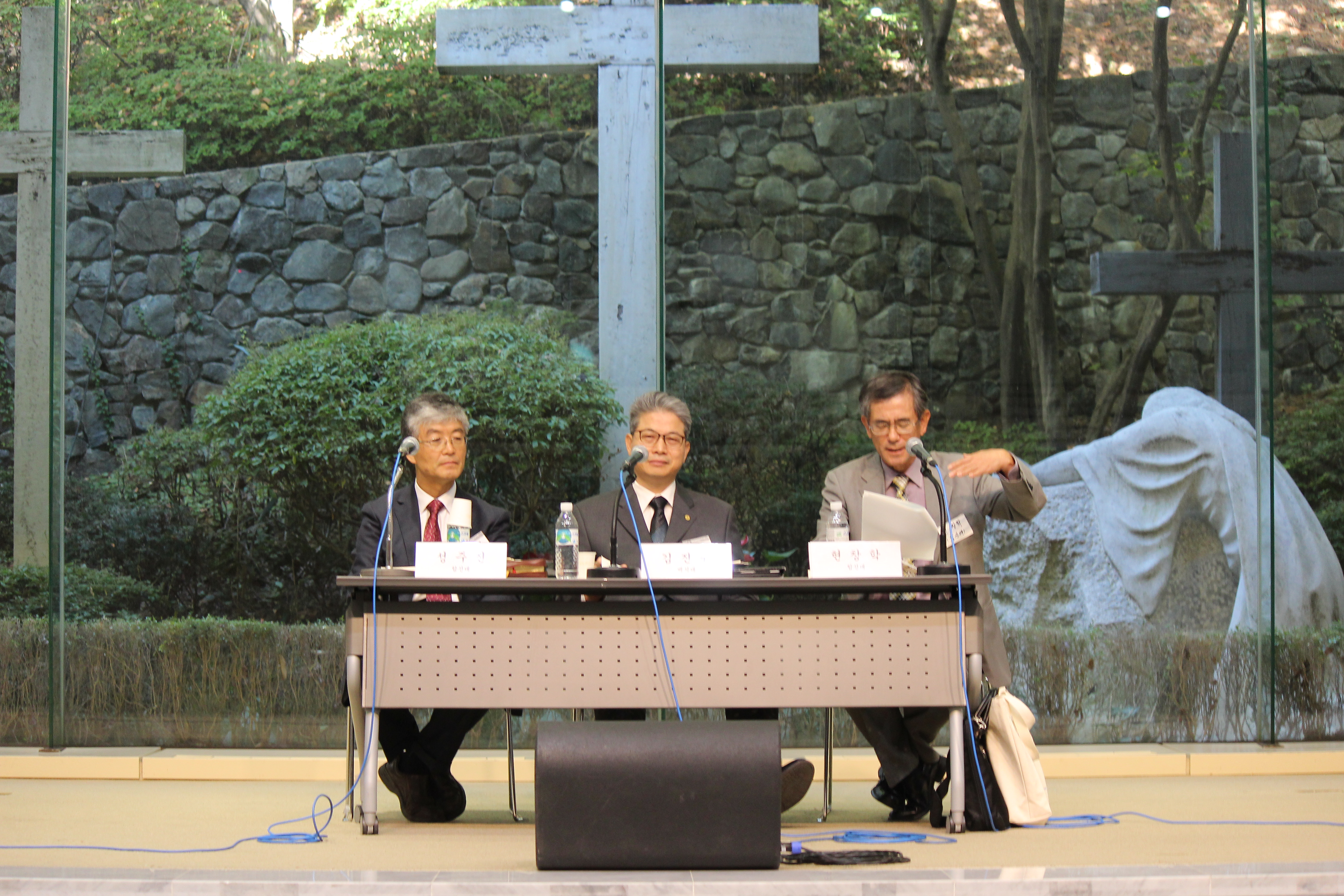
한국복음주의구약신학회 김진규박사의 발표

## 학력
- 미국, Westminster Theological Seminary (Ph.D.): 성경해석학 & 구약학(시가서) 전공
- 미국, Fuller Theological Seminary (Th.M.): 성서학 전공
- 미국, Westminster Theological Seminary (M.Div.): 목회학 전공
- 경북대학교 영어영문학과 (B.A.)

## 경력사항
- 현, 백석대학교 기독교학부 교수 (2009-)
- 현, 기독교학부 학부장 (2020-)
- 현, 한국구약학회 부회장 (2016.11.-)
- Evangelical Theological Society, Society of Biblical Literature, 한국기독교학회, 한국구약학회, 한국복음주의신학회, 한국복음주의구약신학회, 한국개혁신학회, 개혁신학회 회원
- 백석대학교회 담임목사 (2010-2013)
- 백석정신아카데미 연구위원 (2009-2012)
- 미국, Calvin Theological Seminary 연구 교수 (2013-2014)
- 미국, Nyack College, Adjunct Professor (NY; 2003-2004)

## 연구실적
- [박사 학위 논문]

Psalm 110 in its Literary and Generic Contexts: An Eschatological Interpretation (Ph.D. Dissertation, Westminster Theological Seminary, 2003).

### 저서
- 『히브리 시인에게 설교를 배우다: 청중의 가슴을 뛰게 하는 생생한 설교 언어』 (서울: 생명의 말씀사, 2015).
- (공저) 『사람다운 사람』 (장종현 편저; 천안: 백향, 2017).
- 『구약성경 개관: 하브루타식 성경연구 교재』 (하브루타 성경연구 시리즈 1; 천안: 생명의 샘, 2018).
- 『시편 아가: 하브루타식 성경연구 교재』 (하브루타 성경연구 시리즈 2; 천안: 생명의 샘, 2018).
- 『욥기 잠언 전도서: 하브루타식 성경연구 교재』 (하브루타 성경연구 시리즈 3; 천안: 생명의 샘, 2018).
- 『그리스도의 인격을 본받아 (영성편)』개정판, (기독교 인성교육 지침서 시리즈1; 천안: 생명의 샘, 2019).
- 『구약성경에서 배우는 설교 수사법』 (천안: 생명의 샘, 2019). 한국연구재단 저술출판지원사업 선정 저술 (과제번호: 2014S1A6A4027097).
- 『성경 묵상 어떻게 할까?: 성경해석 원리를 응용한 26가지 성경 묵상법』 (천안: 생명의 샘, 2019).
- 『구약의 신비가 풀린다(모세오경 편): 그리스도 중심으로 구약 읽기』 (천안: 생명의 샘, 2020).
- 『그리스도의 인격을 본받아 (덕성,지성편)』 (기독교 인성교육 지침서 시리즈2; 천안: 생명의 샘, 2020).

### 연구 논문
- "The Strategic Arrangement of Royal Psalms in Books IV-V," Westminster Theological Journal 70 (2008.5.), 143-157.
- "제왕시의 전략적 위치에서 본 시편 89편: 다윗 언약은 실패한 언약인가?", 「구약논단」 제15권 2호 (2009.6.30.), 83-110. (KCI급)
- "이사야 4:2의 해석에 나타난 칼빈의 주석 원리들: 델리취와 비교의 관점에서", 「개혁논총」 제11권 (2009.9.30.), 33-62. (KCI급)
- (역) "시편 제4-5권에 나타난 제왕시들의 전략적 배치", 「구약논집」 제5집 (2009.12.23.), 9-37. 원제: "The Strategic Arrangement of Royal Psalms in Books IV-V," Westminster Theological Journal 70 (2008), 143-157.
- "구약의 여성 리더십: 드보라를 중심으로", 「여성이여 영원하라」 (류호준 엮음; 서울: 대서, 2010), 219-240.
- "From a Royal Psalm to an Eschatological Psalm: The Changing Genre of Ps 110 in the Context of the Psalter," Korea Reformed Journal 19 (2011.9.30.), 9-43. (KCI급)
- "창세기 3장에 나타난 생명의 개념", 「개혁논총」 제20권 (2011.12.31.), 105-128. (KCI급)
- "잠언에 나타난 '마스킬'의 번역의 문제", 「구약논단」 제18권1호(통권43집)(2012.3.31.), 60-81. (KCI급)
- "시편의 문맥적 이해의 복음주의적 성경해석에의 기여", 「성경과 신학」 제62권(2012.4.25.), 187-211. (KCI급)
- "이사야 53:4-5은 치병을 위한 대속을 포함하는가?", 「백석신학저널」 제22권 (2012.6.1.), 349-361.
- "아브라함 복의 세 가지 구속사적 의미와 이의 현대 설교에의 적용", 「개혁논총」제24권 (2012.12.31.), 9-39. (KCI급)
- "다문화 배타적인 이스라엘 사회에서의 다문화 수용의 조건들: 룻기를 중심으로", 「하나님의 형상과 세상의 형상」, 권호덕 박사 정년퇴임기념논문집 (정년퇴임기념논문집 간행위원회 엮음; 서울: 기독서원 하늘양식, 2013), 555-573.
- "성경신학적 관점에서 본 한국교회 고난의 현주소", 「한국개혁신학」 제44권 (2014.11), 34-71. (KCI급)
- "교회 지도자의 무거운 죄에 대한 대응책: 성경신학적 고찰," 「한국기독교신학논총」제95집 (2015. 1. 15.), 5-42. (KCI급)
- "시편 144편의 전략적 배열의 관점에서 본 저작 배경", 「구약논단」 제21권3호(통권57집) (2015.9.30.), 69-98. (KCI급)
- "역사적 문법적 해석의 한계 극복하기: 이사야 53장을 시험 사례로", 「성경과 신학」 제76권 (2015), 1-33. (KCI급)
- "뿌린 대로 거두리라", 「그말씀」 제317호 (2015/11), 164-177.
- "구약 수사비평의 새로운 연구방향 모색", 「구약논단」 제21권4호 (통권58집) (2015. 12. 31.), 167-208. (KCI급)
- "대구법 (평행법) 강화 원리의 설교적 적용: 쿠걸, 올터, 벌린의 이론을 중심으로", 「한국개혁신학」 제49권 (2016. 2. 28.), 39-71. (KCI급)
- "시편 최종형태의 맥락에서 본 시편 2편의 메시지," 「성경과신학」 제80권 (2016. 10. 25.), 1-35. (KCI급)
- "The Speaker and the Addressee of Psalm 110 in the Literary Context of the Psalter," Korea Reformed Theology 52 (2016. 11. 30), 248-282. (KCI급)
- "전략적 배열의 관점에서 본 시편 110편 1절의 메시지," 「한국기독교신학논총」 제103집 (2017. 1. 15), 37-61. (KCI급)
- "최근 동성애 논쟁의 주요 쟁점들: 제임스 브론슨의 동성애 관련 구약 본문 해석에 대한 비평," 「신앙과 학문」 제22권 제1호(통권70호) (2017. 3. 31), 91-120. (KCI급)
- "구약의 그리스도 중심적 설교 방법론 연구," 「성경과신학」 제82권 (2017. 4. 25), 63-92. (KCI급)
- "칼빈의 제왕시 주석 방법론 연구," 「구약논단」 제23권4호(통권66집) (2017. 12. 31.), 210-250. (KCI급)
- "루터의 시편 해석 방법론 연구: 1517년 전과 후의 시편 110편 해석 비교," 「한국기독교신학논총」 제107집 (2018. 1. 15.), 29-60, (KCI급)
- "맥추절 (hāg hāqāṣir) 용어 번역의 문제," 「성경원문연구」 제43호 (2018. 10. 30.), 40-57, (KCI급).
- "예레미야서의 70년 포로생활 예언의 의미," 「성경과신학」제88권 (2018. 10. 25.), 1-22, (KCI급)
- "『새번역』의 ‘아도니’(시편 110:1) 번역의 문제," 「ACTS신학저널」제38집 (2018. 12. 20.), 11-39. (KCI급)
- "The Message of Psalm 132 in the Final Shape of the Psalter," 「한국개혁신학」(Korea Reformed Theology) 61 (2019. 2. 28.), 249-280. (KCI급)
- "한국 교회의 제자훈련 평가 및 균형 잡기: 성경신학적 관점에서", 「성경과 신학」 91 (2019. 10. 25.), 1-48. (KCI급)
- "언어학적, 구약 제의적 관점에서 본 요한일서(2:2; 4:10)의 ‘힐라스모스’(hilasmos) 번역의 문제," 「개혁 논총」 49 (2019. 12.), 35-57. (KCI급)

### 성경사전 기고
- "God," in The Baker Illustrated Bible Dictionary, edited by Tremper Longman III. Grand Rapids: Baker Books, 2013.
- "Mercy," in The Baker Illustrated Bible Dictionary, edited by Tremper Longman III. Grand Rapids: Baker Books, 2013.
- "Promise," in The Baker Illustrated Bible Dictionary, edited by Tremper Longman III. Grand Rapids: Baker Books, 2013.

## 같이 보기
- 백석대학교
- 개혁신학회
- 한국복음주의신학회
- 한국장로교신학회
- 한국개혁신학회
- 종교개혁500주년기념일
- 한국의 신학자 목록
- 개혁신학자